# Nguyễn Huy Thái
Nguyễn Huy Thái (sinh ngày 13 tháng 3 năm 1968) là một chính trị gia người Việt Nam. Ông hiện là đại biểu Quốc hội Việt Nam khóa XIV nhiệm kì 2016-2021, thuộc đoàn đại biểu quốc hội tỉnh Bạc Liêu, Phó Trưởng Đoàn chuyên trách Đoàn đại biểu Quốc hội tỉnh Bạc Liêu, Ủy viên Ủy ban Về các vấn đề xã hội của Quốc hội. Ông lần đầu trúng cử đại biểu Quốc hội năm 2016 ở đơn vị bầu cử số 2, tỉnh Bạc Liêu gồm có Thị xã Giá Rai và các huyện Phước Long, Hồng Dân, Đông Hải.

## Xuất thân
Nguyễn Huy Thái sinh ngày 13 tháng 3 năm 1968 quê quán ở xã Như Hòa, huyện Kim Sơn, tỉnh Ninh Bình. 
Ông hiện cư trú ở số 19, đường Phạm Ngọc Thạch, phường 1, thành phố Bạc Liêu, tỉnh Bạc Liêu.

## Giáo dục
- Giáo dục phổ thông: 12/12
- Cử nhân Luật
- Cử nhân chuyên ngành Xây dựng Đảng và chính quyền Nhà nước
- Cao cấp lí luận chính trị

## Sự nghiệp
Ông gia nhập Đảng Cộng sản Việt Nam vào ngày 13/11/1993.
Ông từng là đại biểu hội đồng nhân dân tỉnh Bạc Liêu nhiệm kỳ 2011 - 2016.
Khi lần đầu ứng cử đại biểu Quốc hội Việt Nam khóa 14 vào tháng 5 năm 2016 ông đang là Tỉnh ủy viên, Bí thư Đảng ủy Văn phòng Tỉnh ủy, Chánh Văn phòng Tỉnh ủy, làm việc ở Văn phòng Tỉnh ủy Bạc Liêu.
Ông đã trúng cử đại biểu Quốc hội năm 2016 ở đơn vị bầu cử số 2, tỉnh Bạc Liêu gồm có Thị xã Giá Rai và các huyện Phước Long, Hồng Dân, Đông Hải, được 304.787 phiếu, đạt tỷ lệ 84,23% số phiếu.
hợp lệ.
Ông hiện là Tỉnh ủy viên, Phó Trưởng Đoàn chuyên trách Đoàn đại biểu Quốc hội tỉnh Bạc Liêu, Ủy viên Ủy ban Về các vấn đề xã hội của Quốc hội.
Ông đang làm việc ở Đoàn đại biểu Quốc hội tỉnh Bạc Liêu.